# Gagarinia melasma
Gagarinia melasma är en skalbaggsart som beskrevs av Maria Helena M. Galileo och Martins 2004. Gagarinia melasma ingår i släktet Gagarinia och familjen långhorningar. Inga underarter finns listade i Catalogue of Life.